# Albert Yobo
Albert-Michael Yobo (Port Harcourt, 5 mei 1979) is een Nigeriaans voormalig voetballer. Hij speelde als verdediger. Hij is een oudere broer van Joseph Yobo. Vanaf het seizoen 2015-2016 is Albert actief als jeugdtrainer bij tweedeklasser v.v. SVI uit Zwolle. Dit geldt ook voor het seizoen 2017-2018.

## Carrièrestatistieken
| Seizoen         | Club                  | Land            | Competitie         | Competitie | Competitie | Beker | Beker | Internationaal | Internationaal | Overig | Overig | Totaal | Totaal |
| Seizoen         | Club                  | Land            | Competitie         | Wed.       | Dlp.       | Wed.  | Dlp.  | Wed.           | Dlp.           | Wed.   | Dlp.   | Wed.   | Dlp.   |
| --------------- | --------------------- | --------------- | ------------------ | ---------- | ---------- | ----- | ----- | -------------- | -------------- | ------ | ------ | ------ | ------ |
| 1995/96         | Rangers               | Nigeria         | Premier League     | –          | –          | –     | –     | 0              | 0              | 0      | 0      | 0      | 0      |
| 1996/97         | Rangers               | Nigeria         | Premier League     | –          | –          | –     | –     | 0              | 0              | 0      | 0      | 0      | 0      |
| 1997/98         | Rangers               | Nigeria         | Premier League     | –          | –          | –     | –     | 0              | 0              | 0      | 0      | 0      | 0      |
| 1998/99         | AJ Auxerre            | Frankrijk       | Ligue 1            | 0          | 0          | 0     | 0     | 0              | 0              | 0      | 0      | 0      | 0      |
| 1999/00         | AJ Auxerre            | Frankrijk       | Ligue 1            | 0          | 0          | 0     | 0     | 0              | 0              | 0      | 0      | 0      | 0      |
| 2001            | VfL Osnabrück         | Duitsland       | Regionalliga       | 0          | 0          | 0     | 0     | 0              | 0              | 0      | 0      | 0      | 0      |
| 2002            | Grazer AK             | Oostenrijk      | Bundesliga         | 2          | 0          | 0     | 0     | 0              | 0              | 0      | 0      | 2      | 0      |
| 2003/04         | FC Zwolle             | Nederland       | Eredivisie         | 21         | 0          | –     | 0     | 0              | 0              | 0      | 0      | 21     | 0      |
| 2004/05         | Pontevedra CF         | Spanje          | Segunda División B | 19         | 1          | 0     | 0     | 0              | 0              | 0      | 0      | 19     | 1      |
| 2005/06         | Enosis Neon Paralimni | Cyprus          | A Divizion         | –          | –          | –     | –     | 0              | 0              | 0      | 0      | 0      | 0      |
| Carrière totaal | Carrière totaal       | Carrière totaal | Carrière totaal    | 42         | 1          | 0     | 0     | 0              | 0              | 0      | 0      | 42     | 1      |

## Interlandcarrière
Op 5 september 2004 debuteerde Yobo voor Nigeria in een kwalificatiewedstrijd tegen Zimbabwe (0 – 3). Dit was zijn enige interland.
| Interlands van Albert Yobo voor Nigeria | Interlands van Albert Yobo voor Nigeria | Interlands van Albert Yobo voor Nigeria | Interlands van Albert Yobo voor Nigeria | Interlands van Albert Yobo voor Nigeria | Interlands van Albert Yobo voor Nigeria |
| №                                       | Datum                                   | Wedstrijd                               | Uitslag                                 | Soort Wedstrijd                         | Doelpunten                              |
| Als speler bij Pontevedra CF            | Als speler bij Pontevedra CF            | Als speler bij Pontevedra CF            | Als speler bij Pontevedra CF            | Als speler bij Pontevedra CF            | Als speler bij Pontevedra CF            |
| --------------------------------------- | --------------------------------------- | --------------------------------------- | --------------------------------------- | --------------------------------------- | --------------------------------------- |
| 1.                                      | 5 september 2004                        | Zimbabwe – Nigeria                      | 0 – 3                                   | Kwalificatie WK 2006                    | 0                                       |